# Paper Mario: Die Legende vom Äonentor
Paper Mario: Die Legende vom Äonentor (japanisch ペーパーマリオRPG, Pēpā Mario RPG) ist ein 2004 veröffentlichtes Videospiel vom Genre Rollenspiel, das von Intelligent Systems für den GameCube entwickelt wurde. Die Legende vom Äonentor ist das vierte Mario-Rollenspiel und das zweite Spiel der Paper-Mario-Reihe.
Das Spiel übernimmt viele Elemente vom Vorgänger Paper Mario, unter anderem ein Runden-basiertes Kampfsystem und eine Spielwelt, die sich mit dem Papier auseinandersetzt. Die zentrale Aufgabe im Spiel ist das Erlangen von sieben Sternjuwelen und die Rettung von Prinzessin Peach. Mit Super Paper Mario erschien 2007 ein Nachfolger für die Wii.
Eine grafisch verbesserte Version für die Nintendo Switch erschien am 23. Mai 2024. Bis Ende Juni 2024 konnte sich das Remake weltweit 1,76 Millionen Mal verkaufen.

## Spielmechanik
Die Grafik ist eine Mischung aus einer 3D-Umgebung und 2D-Figuren, die aussehen, als ob sie aus Papier gemacht sind. An verschiedenen Orten im Spiel wird Mario verflucht und lernt so neue Bewegungen, die sich alle um das Papier drehen. So kann sich Mario auf bestimmten Plattformen in ein Schiff oder in einen Flieger verwandeln. Außerdem lernt er, sich zusammenzurollen. Auch die Umwelt ist gespickt mit Papier-Effekten, so können zum Beispiel Objekte, die Schätze verdecken, ähnlich einem Blatt Papier weggeblasen werden; oder aber eine Wand faltet sich zu einer Treppe.
Berührt Mario einen Gegner, kommt es zum Kampf. Setzt er dabei seinen Sprung oder den Hammer ein, kann er eine erste Attacke außerhalb der normalen Kampfrunden landen. Dasselbe gilt auch für Marios Gegner. In den eigentlichen Runden sind zuerst Mario und sein Partner an der Reihe, nachher seine Gegner. Während eines Kampfs kann Mario verschiedene offensive oder defensive Handlungen durchführen oder ein Item einsetzen. Der Spieler kann durch gezieltes Knopfdrücken seine Handlungen verstärken. Sind die Gegner an der Reihe, so kann Mario Angriffe schwächen oder sogar kontern. Mario und sein Partner besitzen eine bestimmte Anzahl Kraftpunkte (KP). Sinken die Kraftpunkte des Partners im Verlauf eines Kampfes auf Null, so kann der Partner in diesem und den folgenden Kämpfen nicht mehr eingesetzt werden, bis er wieder geheilt wird. Sinken die KP von Mario auf Null, so bedeutet dies das Spielende. Blütenpunkte (BP), die für stärkere Attacken gebraucht werden, werden von Mario und seinen Partnern geteilt. Für überstandene Kämpfe erhält Mario Sternenpunkte, je nach Level und Gegner unterschiedlich viel. Sammelt Mario 100 Sternenpunkte, steigt er ein Level auf. Die Kämpfe finden vor Publikum statt. Ist Mario erfolgreich, unterstützt ihn das Publikum durch Sternenenergie (die Mario für Sternenattacken braucht), wirft Items, die Mario helfen oder auch beschädigen. Gefällt dem Publikum der Kampf nicht, lässt es Mario alleine.
Mario kann im und außerhalb des Kampfes Items einsetzen. Die Bandbreite der Items variiert von heilenden, statusverändernden Items bis hin zu Items, die Gegner schädigen. Im Spiel ist es auch möglich, Items zu kochen und so zu verändern oder zwei Items auf dem Herd zu kombinieren. Mario kann auch Orden kaufen oder von besiegten Gegnern bekommen, die, wenn angelegt, Mario eine neue Fähigkeit verleihen. Während des ganzen Spiels wird Mario immer von einer aktiven Person begleitet. Alle Personen, die zu Marios Team gehören, besitzen einzigartige Fähigkeiten, die auch für das Lösen von Rätseln erforderlich sind.

## Handlung und Rahmen
Paper Mario: Die Legende vom Äonentor basiert auf einer Papier-Version des Pilzkönigreiches, auch wenn die Mehrheit der Orte neu sind. Die meisten Orte sind einem Thema zugeordnet, so ist z. B. Düsterdorf ein unheimliches und dunkles Dorf. Die Charaktere sind zum Teil bekannt, wie z. B. die Koopas, andere tauchen erstmals auf. Die Geschichte ist in acht Kapitel plus Prolog unterteilt.

### Charaktere
Die Legende vom Äonentor beinhaltet viele Charaktere, wobei die meisten davon nicht spielbar sind (sogenannte Nicht-Spieler-Charaktere (NSC)). Für den Fortschritt im Spiel ist zeitweise Interaktion mit ihnen nötig. Viele der Charaktere sind in Nebenaufgaben integriert. Wie auch im Vorgänger wird Mario unterstützt durch Begleitcharaktere, von denen jeweils einer aktiv sein kann. Insgesamt gibt es 6 solche Begleitpersonen die während des normalen Spielverlaufes zu Marios Team stoßen und eine Person, die in einer Nebenaufgabe freigeschaltet werden kann. Jeder Charakter hat individuelle Fähigkeiten, die auch außerhalb des Kampfes eingesetzt werden können. So kann z. B. die Archäologiestudentin Gumbrina Mario Auskunft über den jeweiligen Aufenthaltsort geben. Nach jedem Kapitel folgt eine kurze Sequenz, in welcher der Spieler Prinzessin Peach und anschließend Bowser steuern kann. Prinzessin Peach ist dabei auf dem Mond gefangen und wird vom Computer TECH untersucht, der sich in sie verliebt. Bowser versucht, vor Mario zu den Sternenjuwelen zu gelangen, ist aber immer einen Schritt hintendrein.

### Handlung
Das Spiel beginnt mit einer Legende über eine Stadt an der Küste, die durch eine Katastrophe vernichtet wurde. Auf den Trümmern dieser Stadt wurde später die Hafenstadt Rohlingen gebaut. Von der Stadt ist das Äonentor geblieben, hinter dem sich ein riesiger Schatz befinden soll. Prinzessin Peach fand auf dem Marktplatz von Rohlingen eine Schatzkarte, die sie Mario schickte, mit der Bitte ihr nach Rohlingen zu folgen. Als Mario in Rohlingen eintrifft, ist die Prinzessin verschwunden. Mario trifft auf Gumbrina, die ebenfalls dem Schatz von Rohlingen auf der Spur ist und zusammen begeben sie sich zu Professor Gumbarth. Dieser erklärt ihnen, dass das Äonentor nur mit den sieben legendären Sternenjuwelen geöffnet werden kann und dass die Karte von Mario eine magische Karte ist, die ihnen den Weg zu den Sternenjuwelen weisen kann. Unter der Annahme, dass Peach alleine auf der Suche nach dem Schatz ist, will Mario die Sternenjuwelen und somit Prinzessin Peach finden.
In Wirklichkeit wurde Prinzessin Peach von den Crucionen entführt. Obwohl sie gefangen ist, kann sie Mario mit E-Mail Nachrichten helfen und ihn informieren. Hinter dem Äonentor wird in Wirklichkeit ein Dämon gefangen gehalten, der verantwortlich für die Zerstörung der ursprünglichen Stadt ist. Die Crucionen halten Peach gefangen, damit der Dämon ihren Körper als Gegenleistung für seine Kraft bekommt. Dies geschieht, aber mithilfe der sieben Sternjuwelen kann Mario die Prinzessin retten. Mario und Prinzessin Peach segeln zurück zu Marios Haus.

## Entwicklung
Nintendo gab 2003 auf der Game Developers Conference erstmals bekannt, dass ein Paper-Mario-Nachfolger entwickelt werde. Das Spiel wurde vorläufig noch Paper Mario 2 genannt (in Japan Mario Story 2). Ein erstes Spielen war auf der E3 2004 möglich, wo drei verschiedene Orte gezeigt wurden.

## Rezeption
Das Spiel gewann 2005 bei den Interactive Achievement Awards für die Kategorie bestes Konsolen-Rollenspiel.
In der ersten Woche nach dem Verkaufsstart in Japan wurden ungefähr 159.000 Einheiten vom Spiel verkauft. In den USA wurden mindestens 250.000 Einheiten verkauft. In Deutschland verkaufte sich das Spiel verglichen mit anderen First-Party-Titeln schwächer. Das Spiel zählt heute gemessen am durchschnittlichen Gebrauchtmarktpreis zu den teuersten regulär erschienenen Spielen für den GameCube.